# Amat-Mamu
Amat-Mamu ( alrededor de 1764-1711 a. C.) fue una sacerdotisa naditu babilónica. Vivía en una comunidad naditu cerrada en Sippar, donde trabajaba como escriba.

## Biografía
Amat-Mamu nació alrededor de 1764 y fue consagrada como naditu, una sacerdotisa del dios Shamash. Su nombre se traduce como "sirvienta de Mamu", siendo esta la hija del dios. Como naditu, Amat-Mamu vivía en un barrio amurallado en Sippar, separado del resto de la ciudad. Se le permitía poseer tierras, pero no casarse ni tener hijos.
Amat-Mamu trabajó como escriba. Aunque los escribas en Sippar eran tradicionalmente hombres, las nadītu rara vez interactuaban con ellos. Por esto, Amat-Mamu fue una de las mujeres de la comunidad a quienes se les enseñó a leer y escribir para poder trabajar como escriba cuando no había hombres presentes. Los arqueólogos conocen su papel como escriba porque firmaban con sus nombres en las tablillas que producían.  Son tres los documentos conocidos escritos por Amat-Mamu bajo tres reyes diferentes: Hammurabi, Samsu-iluna y Abi-Eshuh, por lo que trabajó como escriba durante al menos 40 años. Murió alrededor de 1771 a. C. Aunque las obras de escribas mujeres fueron comunes durante los reinados de Hammurabi y Samsu-iluna, Amat-Mamu fue la única escriba mujer que tiene obra en el reinado de Abi-Eshuh.

## Reconocimientos
Amat-Mamu fue una de las mujeres cuyo nombre fue escrito en  The Heritage Floor de la instalación artística The Dinner Party de Judy Chicago.